# Enrique Pinilla
Enrique Pinilla   (Lima, 3 d'agost de 1927 - Lima, 22 de setembre de 1989) conegut com a Paco, fou un compositor, director d'orquestra i crític musical peruà.
Fill d'Antonio Pinilla i María Isabel Sánchez-Concha, Enrique Pinilla va néixer a Lima, Perú. Va treballar en el camp de la música folklòrica i l'electroacústica, i també el cinema. També fou professor a la Universitat de Lima.
Va aconseguir el diploma de composició en el Conservatori de Madrid en 1958.
Va ser crític musical al diari Expresso entre els anys 1961 i 1966. Entre1966 a 1967 rep una Beca de la Comissió Fulbright per estudiar de Música Electrònica a la Universitat de Colúmbia com a deixeble del músic electrònic Vladimir Ussachevsky.
Més tard, va ser docent de etnomusicologia al Conservatori Nacional de Música del Perú i director del Departament de Musicologia de la Casa de la Cultura de Lima. Va fundar l'Escola Superior de Cinema i Televisió de la Universitat de Lima (avui Facultat de Ciències de la Comunicació) en 1968. També es va exercir com a Gerent del Canal Cultural -Canal 13- promogut per la Universitat de Lima, Canal 13 (1967-1974) i va ser Cap del Departament de Ciències de la Comunicació (1967 - 1983) així com a docent dels cursos Sonorització, realització Cinematogràfica, i Anàlisi Musical.
Es va casar amb Rafaela Dominga García Zanabria, van tenir tres fills, un home i dues dones, Francisco Pinilla García, Diana Pinilla García i Helena Pinilla García.